# Feux d'alarme du Gondor

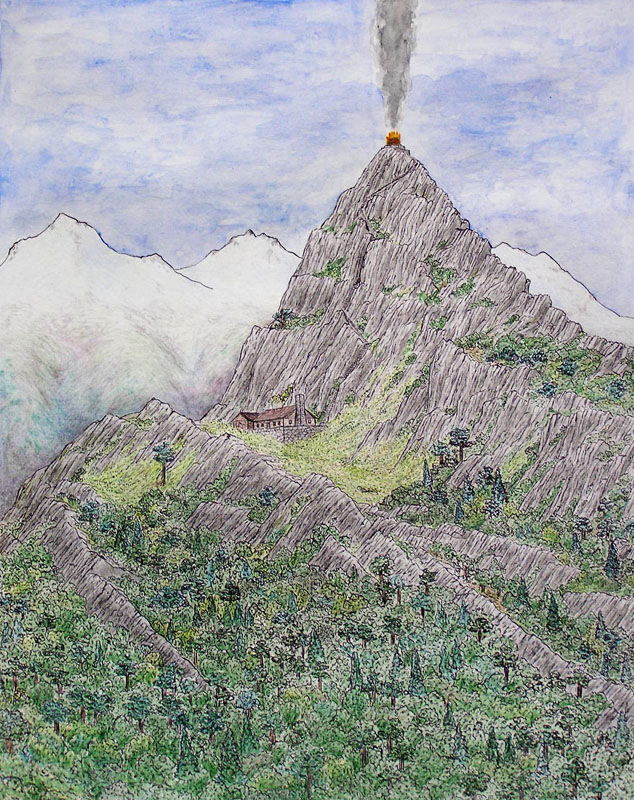
Eilenach, illustration de Matěj Čadil

Dans le légendaire de l'écrivain britannique J. R. R. Tolkien, les feux d'alarme du Gondor constituent un système d'alarme, utilisé par le royaume du Gondor.
Situés au sommet de plusieurs montagnes, des deux côtés des Montagnes Blanches, les feux sont de grandes cheminées habitées en permanence par des hommes du Gondor[réf. nécessaire]. Construits par les Intendants du Gondor, les feux relient leur capitale Minas Tirith avec les provinces de l'ouest du Gondor, permettant ainsi de les prévenir d'un danger.
Dans Le Seigneur des anneaux, seuls les feux nord, utilisés par le Gondor pour avertir le Rohan d'un danger, sont éclairés. Ce sont, d'est en ouest, les collines d'Amon Dîn, l'Eilenach, le Nardol, l'Erelas, Min-Rimmon, et le Calenhad Halifirien (aussi appelé Amon Anwar). Le tombeau d'Elendil est caché sur le sommet du Halifirien, à l'ouest de ces montagnes.

## Adaptations
Les feux apparaissent dans l'adaptation cinématographique de Peter Jackson Le Retour du Roi, mais remplissent une fonction légèrement différente : ils sont utilisés pour appeler le Rohan à l'aide (en remplacement de la Flèche Rouge). En outre, lorsque Gandalf et Pippin chevauchent jusqu'à Minas Tirith, les feux d'alarme ne sont pas allumés, car le désespéré Denethor a décidé de ne pas demander d'aide au Rohan. Gandalf demande néanmoins à Pippin d'échapper aux gardes et d'aller allumer le feu qui se trouve au sommet de la ville, afin de convoquer les Rohirrim. Une fois ceci fait, le film montre la succession des feux, s'allumant les uns après les autres, jusqu'au Rohan.
Un autre changement intervient quant au nombre de feux utilisés : on en voit au moins 13 dans le film (sans doute qu'il y en a plus car certaines scènes montrent un beau temps tandis que d'autres sont plongées dans des montagnes avec un temps orageux et brumeux) alors que seulement 7 sont décrits dans le livre. En outre, les feux sont représentés au sommet des montagnes de l'Ered Nimrais, au lieu de collines ; certains sont même montrés au-dessus des nuages. Ceci est mentionné dans les commentaires du DVD, où les comédiens émettent avec humour des théories au sujet des gardes qui vivent au sommet des montagnes, et qui entretiennent les tas de bois pendant des générations, jusqu'à utilisation.